# Halicyclops longifurcatus
Halicyclops longifurcatus – gatunek widłonoga z rodziny Halicyclopidae. Nazwa naukowa tych skorupiaków została opublikowana w 1996 roku przez Paolę De Laurentiis, Giuseppe Lucio Pesce i Williama F. Humphreysa.